# Devonshire House

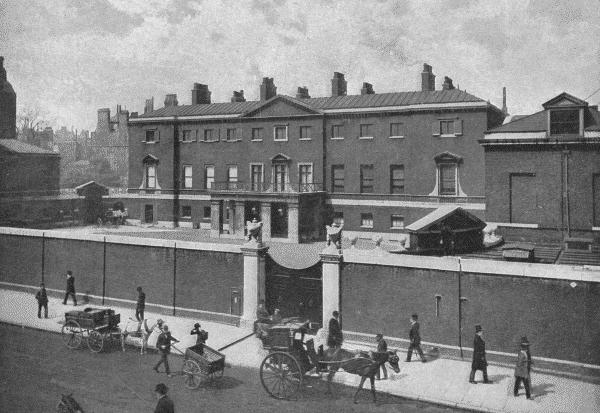
Devonshire House nel 1896.

Devonshire House era un palazzo inglese situato a Piccadilly, Londra, essendo stata la residenza londinese dei Duchi di Devonshire, una delle famiglie aristocratiche più importanti d'Inghilterra, per quasi 200 anni, fino a quando non fu demolita negli anni '20.
Devonshire House è stata costruita sul sito di un antico palazzo chiamato Berkeley House, occupato da Barbara Palmer, I duchessa di Cleveland, amante di Carlo II.

## Storia
Devonshire House era un palazzo in stile palladiano, costruito secondo i disegni di William Kent per sostituire una precedente casa sul sito, che era stata distrutta da un incendio all'inizio del XVIII secolo (prima di essere acquistata dal Duca di Devonshire era conosciuta come Berkeley House) . Aveva un blocco principale affiancato da due ali di servizio. Un esterno austero nascondeva interni sontuosi, che ospitavano l'enorme collezione d'arte del Devonshire, una delle più belle del Regno Unito. Alcuni dei dipinti sono ora a Chatsworth House, ma molti sono stati venduti nel corso del XX secolo, alcuni per pagare i diritti di eredità.
Nel 1897, il palazzo fu l'ambientazione di un imponente ballo per celebrare il Giubileo di diamante della regina Vittoria, a cui parteciparono Alberto Edoardo, principe di Galles (futuro Edoardo VII) e Alessandra di Danimarca, principessa del Galles, tutti vestiti di fantasia per l'occasione.
Dopo la prima guerra mondiale, molte famiglie aristocratiche lasciarono le loro tradizionali case londinesi. Devonshire House fu venduta a degli investitori e sul posto furono costruiti un hotel e un condominio. L'edificio che si affaccia su Piccadilly, attualmente con uffici, si chiama Devonshire House.